# Evžen Hadamczik
Evžen (Eugen) Hadamczik (ur. 28 października 1939 w Kravařach, zm. 19 września 1984 w Ostrawie) – czechosłowacki piłkarz i trener piłkarski.
Najbardziej utytułowany trener w historii Baníka Ostrawa, z którym zdobył mistrzostwo Czechosłowacji w 1980 i 1981 (oraz wicemistrzostwo w 1979, 1982 i 1983) i puchar Czechosłowacji w 1978. Był także selekcjonerem seniorskiej i olimpijskiej reprezentacji Czechosłowacji.

## Biografia
Urodził się w 1939 w niemieckojęzycznej rodzinie karczmarzy z Krawarza na Śląsku Opawskim jako Eugen Hadamczik.
Zaczynał karierę piłkarską jako napastnik w lokalnym Sokole, zanim przeniósł się do Spartaka Dolní Benešov. W trakcie odbywania służby wojskowej trafił do klubu Rudá Hvězda Cheb z pogranicza z NRD, gdzie w wieku 24 lat odniósł poważną kontuzję, która zmusiła go do przerwania gry w piłkę i podjęcia pracy jako trener. Od 1963 prowadził Spartak Dolní Benešov, z którym w siedem lat zaliczył trzy awanse do poziomu ówczesnej piątej ligi (cz. severomoravský župní přebor). Sukcesy młodego trenera zaskutkowały objęciem Ostroja Opava (dzisiaj Slezský FC) w 1970, gdzie w 1973 awansował do ówczesnej III ligi czechosłowackiej, a odchodząc do Baníka zostawił drużynę na pozycji wicelidera w grupie B II ligi czechosłowackiej.

### Baník Ostrawa
W Nowy Rok 1978 został trenerem Baníka Ostrawa. Drużyna ze stadionu Bazaly miała walczyć o utrzymanie (zakończyła sezon na 10. miejscu w czechosłowackiej I lidze), jednak już w pierwszym sezonie pod wodzą Hadamczika wygrała puchar Czechosłowacji po zwycięstwie 1:0 w finałowym meczu przeciwko Jednocie Trenczyn na praskiej Letnej. Dzięki temu Baník awansował do Pucharu Zdobywców Pucharów, gdzie odpadł dopiero w półfinale, po drodze eliminując między innymi Sporting CP i 1. FC Magdeburg. Rok później Baník został wicemistrzem Czechosłowacji (był drugi w tabeli za Duklą Praga), za to w 1980 i 1981 Hadamczik doprowadził klub z czeskiego Śląska do mistrzostwa Czechosłowacji. Za kadencji Hadamczika Baník nie przegrał 74 ligowych meczów z rzędu na własnym boisku, a jego pięciolecie w klubie do tej pory jest uważane za złotą erę drużyny z Ostrawy. W 1983 Hadamczik zrezygnował z funkcji trenera Baníka, jednak do śmierci pracował w klubie m.in. rozwijając klubową akademię, która w kolejnych dekadach wychowała wielu późniejszych reprezentantów Czechosłowacji i Czech.

### Reprezentacja Czechosłowacji
W 1982 został wybrany selekcjonerem olimpijskiej reprezentacji Czechosłowacji, która na Igrzyskach Olimpijskich 1984 w Los Angeles miała bronić złotego medalu z igrzysk w 1980. 28 marca 1984 w Erfurcie poprowadził jedyny raz reprezentację Czechosłowacji w przegranym 1:2 towarzyskim meczu przeciwko NRD.
Wiosną 1984 Czechosłowacja razem z państwami bloku wschodniego (z wyjątkiem m.in. Rumunii) zbojkotowała igrzyska, w dodatku Hadamczikowi nie pozwolono wyjechać do Austrii i podjąć pracy w Rapidzie Wiedeń. To zaostrzyło u niego depresję, na którą bezskutecznie leczył się w ostatnich latach życia z powodu stresu związanego z pracą zawodową.
19 września 1984, w wieku 44 lat, Hadamczik popełnił samobójstwo przez powieszenie w garażu swojego domu w Ostrawie. Został pochowany w rodzinnym Krawarzu. Co roku Baník organizuje halowy turniej dla trampkarzy nazwany memoriałem Evžena Hadamczika.
Jego bratem był Alois Hadamczik, były trener hokejowej reprezentacji Czech, obecny prezes czeskiego związku hokeja na lodzie i w przeszłości współwłaściciel Baníka. Syn Pavel Hadamczik był dyrektorem sportowym Baníka, gdy ten zdobywał ostatnie (jak do tej pory) mistrzostwo Czech w sezonie 2003/2004.